# FK Baník Sokolov
El FK Baník Sokolov es un equipo de fútbol de la República Checa que juega en la MSFL, una de las ligas que conforman la tercera división de fútbol del país.

## Historia
Fue fundado en el año 1948 en la ciudad de Sokolov, y ha cambiado de nombre varias veces, las cuales han sido:
- 1948 - SK HDB Falknov nad Ohří
- 1948 - ZTS Sokol HDB Sokolov
- 1953 - DSO Baník Sokolov
- 1962 - TJ Baník Sokolov
- 1992 - FK Baník Sokolov

## Jugadores

### Jugadores destacados
- Vladimír Darida
- Petr Jiráček